# Le Theil, Orne
Le Theil är en kommun i departementet Orne i regionen Normandie i nordvästra Frankrike. Kommunen ligger i kantonen Le Theil som tillhör arrondissementet Mortagne-au-Perche. År 2018 hade Le Theil 1 674 invånare.

## Befolkningsutveckling
Antalet invånare i kommunen Le Theil
| Referens: INSEE |